# Marminhac
Marminhac (en francès Marminiac) és un municipi francès situat al departament de l'Òlt i a la regió d'Occitània.

## Demografia
| 1962                                       | 1968 | 1975 | 1982 | 1990 | 1999 | 2008 |
| ------------------------------------------ | ---- | ---- | ---- | ---- | ---- | ---- |
| 390                                        | 460  | 385  | 368  | 307  | 318  | 360  |
| Des de 1962: població sense dobles comptes |      |      |      |      |      |      |

## Administració
| Període | Identitat     | Partit |
| ------- | ------------- | ------ |
| 1995-   | André Bargues | PS     |